# Harpstedter Geest I
Koordinaten: 52° 54′ 26″ N, 8° 39′ 17″ O
Das Landschaftsschutzgebiet Harpstedter Geest I liegt auf dem Gebiet der Stadt Bassum im niedersächsischen Landkreis Diepholz.
Das etwa 206 ha große Gebiet wurde im Jahr 1973 unter der Nr. LSG DH 00071 unter Schutz gestellt. Es erstreckt sich östlich des Kernortes Harpstedt, südöstlich von Dünsen und nördlich des Bassumer Ortsteils Klein Hollwedel. Unweit südlich verläuft die Landesstraße L 340, unweit westlich fließt der Dünsener Bach. Nordwestlich schließt sich direkt das 2662 ha große Landschaftsschutzgebiet Harpstedter Geest II an.